# Teinopalpus imperialis
Teinopalpus imperialis е вид насекомо от семейство Лястовичи опашки (Papilionidae).

## Разпространение
Видът е разпространен в Бутан, Индия, Китай, Мианмар и Непал.